# Ludowici
Ludowici és una població dels Estats Units a l'estat de Geòrgia. Segons el cens del 2000 tenia 1.440 habitants.

## Demografia
Segons el cens del 2000, Ludowici tenia 1.440 habitants, 526 habitatges, i 370 famílies. La densitat de població era de 250,4 habitants/km².
Dels 526 habitatges en un 41,3% hi vivien nens de menys de 18 anys, en un 46,4% hi vivien parelles casades, en un 19,2% dones solteres, i en un 29,5% no eren unitats familiars. En el 24,1% dels habitatges hi vivien persones soles l'11,6% de les quals corresponia a persones de 65 anys o més que vivien soles. El nombre mitjà de persones vivint en cada habitatge era de 2,74 i el nombre mitjà de persones que vivien en cada família era de 3,27.
Per edats la població es repartia de la següent manera: un 33,6% tenia menys de 18 anys, un 11,7% entre 18 i 24, un 27,4% entre 25 i 44, un 16,6% de 45 a 60 i un 10,7% 65 anys o més.
L'edat mediana era de 28 anys. Per cada 100 dones de 18 o més anys hi havia 87,5 homes.
La renda mediana per habitatge era de 27.386 $ i la renda mediana per família de 28.792 $. Els homes tenien una renda mediana de 25.272 $ mentre que les dones 16.250 $. La renda per capita de la població era d'11.701 $. Entorn del 18,5% de les famílies i el 18,1% de la població estaven per davall del llindar de pobresa.

## Poblacions més properes
El següent diagrama mostra les poblacions més properes.